# Манолово
Манолово е село в Южна България. То е най-малкото селище в община Павел баня, област Стара Загора.

## География
Село Манолово се намира в подножието на средна Стара Планина, в Розовата долина. На изток, на около 30 км е град Казанлък. На запад, на около 30 км е град Карлово. В близост са резерватите „Централен Балкан“ и „Джендема“. Съседните села са Тъжа (на североизток), Осетеново (на югозапад) и Александрово (на юг). В село Манолово са съхранени традициите в отглеждането на етеричномаслени култури и производството на розово масло. Собственик на розоварната в селото е Костадин Джатев. Жителите на селото се самоопределят като българи, роми и турци. През Манолово преминава живописният подбалкански път София – Бургас, а от северната страна е железопътната линия София – Карлово – Бургас.

## История
Стари имена на селото са Малко село и Борисово.

## Културни и природни забележителности
Природните забележителности са Поляновите области – Високите камъни и Юрдалан. На Високите камъни има място наречено „Крали Марковата стъпка“. Това е скална формация, приличаща на стъпка. Легендата разказва, че единият крак на Крали Марко е стъпил там, а другият на Средна гора.
Културният живот в селището се организира основно от Народно читалище „Михал Захариев-1909“. Михал Захариев – Манол е един от участниците в партизанския отряд в района. С неговото партизанско име е свързано и сегашното име на селото – Манолово. Посветени са му два паметника – в центъра и пред къщата на неговото семейство.
В селото действат Основно училище „Георги Бенковски“, Детска градина „Еделвайс“ и Пенсионерски клуб „Роза-2004“.
Православен храм „Света Петка“

## Личности
- Стойчо Стойчев (1920 – ?), български партизанин, генерал-майор от НРБ

## Галерия
- На влизане в Манолово – от запад
- Площадът пред кметството